# Inteligentna moc

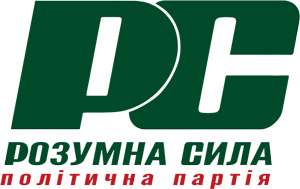

Inteligentna moc (ukr. Розумна сила) – ukraińska partia polityczna założona 22 stycznia 2016 r. Partia ma 26 regionalnych i 600 lokalnych organizacji (miejskich, powiatowych i gminnych). Partia zrzesza ponad 20 tysięcy obywateli Ukrainy. W organach samorządu terytorialnego jest reprezentowana przez 16 posłów (na podstawie wyników wyborów w zjednoczonych wspólnotach terytorialnych, które odbyły się w grudniu 2016 r. i kwietniu 2017 r.). Partia deklaruje ważoną wielowektorową politykę zagraniczną, zakładającą neutralność i status niezaangażowania. Priorytetami partii są walka z korupcją, rozwój małych i średnich przedsiębiorstw poprzez ulgi podatkowe oraz reformy w zakresie, turystyki rozwoju energetyki i poprawy stanu środowiska.

## Historia
- Lipiec 2016 r. – utworzenie partii politycznej[6].
- 1 października 2016 r. – w Kijowie odbył się pierwszy zjazd partii[7] z udziałem 250 delegatów ze wszystkich regionów Ukrainy.
- Październik 2016 r. – partia podpisała memorandum[8] o współpracy z partią „Ukraina Sławetna” (ukr. „Україна Славетна”). Głównym priorytetem partii „Inteligentna moc” jest zachowanie integralności terytorialnej Ukrainy.
- 31 października 2016 r. – II zjazd partii (Kijów)[9]; podęcie decyzji o udziale partii w wyborach lokalnych[10][9] w zjednoczonych wspólnotach terytorialnych.
- 14 grudnia 2016 r. – memorandum o współpracy[11] z partią „Unia. Czarnobyl. Ukraina” (ukr. „Союз. Чорнобиль. Україна”).
- Wrzesień 2018 r. – przedstawienie[12] inicjatywy pokojowej, aby przerwać walkę w Donbasie; podpisanie[13] „Deklaracji o pokoju” z udziałem ludności cywilnej na niekontrolowanym terytorium Donbasu na Ukrainie (w październiku zebrano ponad 200 tys. podpisów, a liczba podpisów w listopadzie wyniosła prawie 500 tys.[14]).

## Kierownictwo
- lider partii – Ołeksandr Sołowjew[7][15], pułkownik milicji w rezerwie, od 20 lat służy w organach ścigania.
- wiceprzewodniczący partii – Ołeksandr Sawczenko[16], menedżer, konsultant biznesowy, ekspert gospodarczy.
- zastępca lidera partii, dyrektor Funduszu Dobroczynności „Inteligentna moc” – adwokat Anna Łewczuk[17].

## Program

### Ideologia
Partia deklaruje neutralną politykę zagraniczną: Ukraina powinna stać się centrum równowagi między wektorami geopolitycznymi. „Inteligentna moc” oznacza pryncypialne, konsekwentne i trwałe poparcie interesów narodowych państwa. Wartościami bronionymi przez partię są: rodzina, religia, stabilność społeczna, wzajemna odpowiedzialność obywateli i państwa, poszanowanie praw człowieka. W sercu ideologii – wzmocnienie rządów prawa, dyscypliny i porządku państwa.

### Priorytety
- zakończenie konfliktu zbrojnego w Donbasie[18].
- budowa państwa socjalnego[19].
- wielowektorowa polityka zagraniczna non-block[20][21].
- aktualizacja systemu politycznego[22][23].
- nieuchronność kary w zbrodniach związanych z korupcją[24].

## Wybory

### Wybory w zjednoczonej wspólnocie terytorialnej (ZWT)
Grudzień 2016: dwoje posłów dostało się do Pawłowskiej ZWT, dwoje do Łyotowskiej ZWT (Iwanycziwsky okręg na Wołyniu), dwoje do Bezrytskiej ZWT w okręgu Sumy Sumy, troje do Sołodarskei ZWT w obwodzie donieckim Bahmut, troje do Czmyriwskiej ZWT Starobilskiego rejonu regionu Ługańsk.
Maj 2017: jeden z deputowanych dostał się do Zabrodowskiej ZWT powiatu Ratniwskiego na Wołyniu.
Październik 2017: troje posłów dostało się do rady miasta Luboml na Wołyniu.

## Raporty finansowe
W 2017 roku partia polityczna „Inteligentna moc” otrzymała 1,366 mln hrywien ukraińskich składki. Z tego 1,264 mln hrywien pochodziło od osób fizycznych, głównie od zastępcy przewodniczącego partii, Ołeksandra Sawczenko; a 102 tysiące (0,102 mln) od osób prawnych.
Wydatki partii w 2017 r. wyniosły 1,363 mln UAH, z czego: 616 tys. partia wydała na wynajem, 184 tys. na imprezy, 390 tys. – utrzymanie organizacji partyjnych, 130 tys. – działania propagandowe.

## Działalność publiczna
Pod skrzydłem partii powstała Fundacja „Inteligentna moc”, która realizuje projekty z zakresu edukacji i sportu wśród sierot oraz dzieci z rodzin wielodzietnych o niskich dochodach. Fundacja ta prowadzi zawody sportowe i turnieje, finansuje udział dzieci w zawodach.
Partia jest inicjatorem „okrągłych stołów”: „Stan polityki zagranicznej Ukrainy: Teraźniejszość i przyszłość”, „Restrukturyzacja praw człowieka i ściganie”, „Strategie dla przezwyciężenia kryzysu społecznego i gospodarczego”. Wnioski z dyskusji przedstawiane są w rezolucjach skierowanych do resortów profilowych.
Partia jest współorganizatorem „Forum Mniejszości Narodowych Ukrainy” (20 listopada 2017 r.). Celem forum jest umożliwienie przedstawicielom mniejszości narodowych wyrażania swoich opinii na temat takich zagadnień jak problemu językowego w kontekście ustawy „O edukacji”, skutecznej integracji mniejszości w społeczeństwie ukraińskim i ich udziału w rządach państwowych i lokalnych. Forum zostało rozdarte przez siły nacjonalistyczne.
W 26 rocznicę niepodległości Ukrainy partia „Inteligentna moc” zainicjowała ogólnoukraińską akcję ekologiczną „Zasadź drzewo”, w ramach której zasadzono 26 000 drzew. Akcja została ogłoszona na czas nieokreślony.

## Krytyka
Na początku października 2018 r. deputowany Rady Najwyższej Ukrainy Jurij Bereza oskarżył partię o antyukraińskie działania. Następnego dnia mediapodały, że Jurij Bereza bierze pieniądze od różnych sił politycznych, aby pamiętać je z trybuny parlamentu.
W 2018 r. partia została oskarżona o działania prokremlowskie, a także oskarżona o manipulowanie opinią publiczną poprzez obietnice pokoju bez żadnych działań wojskowych, wspieranie prorosyjskich idei.

## Skandale
W maju 2018 r. Borys Herman, podejrzany o zamordowanie rosyjskiego dziennikarza Arkadija Babczenki, rzekomo współpracował z ukraińskim kontrwywiadem i ujawniał rosyjskich agentów. Według Hermana partia „Inteligentna moc” jest finansowana z prywatnego funduszu Putina. Zarzuty te stały się dla Służby Bezpieczeństwa Ukrainy okazją do przeprowadzenia rewizji w biurach partii na Ukrainie i przesłuchania jej przywódców.
1 sierpnia 2018 r. SBU przeprowadziło przeszukanie w siedzibie partii „Inteligentna moc”, pod adresami domowymi, a także w biurach regionalnych. Sąd Rejonowy w Szewczenkijskim w Kijowie uznał działania śledczych podczas poszukiwań wykraczających poza ramy prawne.
Serwis prasowy partii zaprzeczył zarzutowi rosyjskiego finansowania i nazwał to absurdem. Dwie roczne inspekcje NSC nie ujawniły żadnych naruszeń. Ponadto zgodnie z dochodzeniem Ukraińskiej prawdy, bezpośrednie linki do finansowania z Rosji w otwartych źródłach nie są przestrzegane.
20 listopada 2017 roku niezidentyfikowane osoby, ubrane w ciemne ubrania i kamuflaż, zakłóciły Forum Mniejszości Narodowych zorganizowane przez „Inteligentną moc” w Kijowie. Zaangażowanie w atak przypisuje się skrajnie prawicowym aktywistom ze „Swobody”, którzy, według organizatorów, wielokrotnie grozili zakłóceniem organizacji imprezy. Ze swej strony, Kijowski oddział Svoboda nazwał Forum Mniejszości Narodowych „separatystycznym tybetańskim”.
6 lipca 2018 r. przedstawiciele prawicowej organizacji radykalnej „С14” w Kijowie zaatakowali Ołeksandra Sawczenko, zastępcę przewodniczącego partii „Inteligentna moc”.
26 września 2018 r. radykalne siły prawicowe wtargnęły do biura partii w Pokrowsku i zniszczyły je. Fakty te zostały zarejestrowane i zgłoszone w raporcie ZPRE.

## Interesujące fakty
We wrześniu 2018 r. delegacja partyjna z liderem Ołeksandrem Sawczenko spotkała się w Bundestagu z deputowanymi do niemieckiego parlamentu i posłami do Parlamentu Europejskiego, którym przedstawili Inicjatywę pokoju. Niemieccy parlamentarzyści i przedstawiciele RS zgodzili się na wzajemną wymianę informacji, monitorowanie faktów represji wobec ukraińskich polityków i działaczy broniących pokoju. Deputowani Bundestagu wyrazili gotowość do wypowiedzenia się w przypadku takiej presji i zaprosili przedstawicieli „Inteligentnej mocy” do zabrania głosu w ZPRE.